# Yasuhiro Noguchi
Yasuhiro Noguchi (jap. 野口泰弘, ur. 25 kwietnia 1946, zm. 29 listopada 2023) – japoński siatkarz, medalista igrzysk olimpijskich.

## Życiorys
Noguchi był w składzie reprezentacji Japonii podczas igrzysk 1972 w Monachium. Zagrał wówczas w trzech z pięciu meczów fazy grupowej, po której Japończycy zajęli pierwsze miejsce w grupie, wygranym półfinale z Bułgarią oraz w zwycięskim finale nad Niemcami Wschodnimi.